# Amoco Cadiz
El Amoco Cadiz fue un petrolero construido en 1974 en los astilleros de Puerto Real (Cádiz), con bandera de Liberia, y un peso DWT de 223 000 t, perteneciente a la compañía norteamericana Amoco Transport, filial de la Standard Oil, que provocó una catástrofe ecológica frente a las costas de Bretaña por su accidente del 16 de marzo de 1978, cuando el temporal causó daños considerables en el buque, que terminó por romperse en dos mitades. La marea negra fue un precedente por su magnitud, a las provocadas años más tarde por los barcos Exxon Valdez, en Alaska, Erika, de nuevo en 1999 en Bretaña, o al desastre del Prestige en España en 2002.